# Anomia squamula
Anomia squamula är en musselart som beskrevs av Carl von Linné 1758. Anomia squamula ingår i släktet Anomia och familjen sadelostron. Inga underarter finns listade i Catalogue of Life.